# Station Portadown
Station Portadown is een spoorwegstation in Portadown in het Noord-Ierse graafschap Armagh. Het station ligt aan de lijn Belfast - Newry. 